# Kudawa
Kudawa (nep. कुडवा) – gaun wikas samiti w środkowej części Nepalu w strefie Narajani w dystrykcie Bara. Według nepalskiego spisu powszechnego z 2001 roku liczył on 437 gospodarstw domowych i 3216 mieszkańców (1569 kobiet i 1647 mężczyzn).